# VV Oldenzaal in het seizoen 1960/61
Het seizoen 1960/1961 was het zesde jaar in het bestaan van de Oldenzaalse betaaldvoetbalclub Oldenzaal. De club kwam uit in de Tweede divisie en eindigde daarin op de 10e plaats. Tevens deed de club mee aan het toernooi om de KNVB beker, hierin werd de club in de tweede ronde uitgeschakeld door Heracles (0–1).

## Wedstrijdstatistieken

### Tweede divisie
|       | Baronie | De Graafschap | Haarlem | Hilversum | LONGA | N.E.C. | PEC   | Rigtersbleek | Roda Sport | Tubantia | UVS   | De Valk | Velox | Wilhelmina | Zeist | Zwartemeer | Zwolsche Boys |
| ----- | ------- | ------------- | ------- | --------- | ----- | ------ | ----- | ------------ | ---------- | -------- | ----- | ------- | ----- | ---------- | ----- | ---------- | ------------- |
| Thuis | 0 – 1   | 3 – 1         | 4 – 3   | 2 – 2     | 3 – 1 | 0 – 1  | 3 – 2 | 3 – 1        | 2 – 1      | 1 – 0    | 2 – 1 | 1 – 0   | 2 – 3 | 2 – 2      | 2 – 4 | 4 – 0      | 2 – 0         |
| Uit   | 1 – 2   | 1 – 1         | 1 – 1   | 3 – 3     | 2 – 0 | 2 – 1  | 4 – 1 | 1 – 2        | 2 – 0      | 3 – 0    | 1 – 2 | 5 – 2   | 3 – 0 | 3 – 0      | 2 – 0 | 1 – 1      | 3 – 0         |

### KNVB beker
| Groepsfase                                        | Rigtersbleek                                     | 3 – 1 (1 – 0) | Oldenzaal                                                    |
| 11 augustus 1960 Plaats: Enschede Heekstraat      | Van der Haar 8' W. Schepers Frans Olde Riekerink |               | 63' Herman Schouwink                                         |
| Groepsfase                                        | Oldenzaal                                        | 2 – 2 (1 - 1) | Enschedese Boys                                              |
| 18 september 1960 Plaats: Oldenzaal Het Heuveltje | Peter Hoomans 9', 59'                            |               | 30', 72' Henk Leusink                                        |
| Groepsfase                                        | Tubantia                                         | 0 – 5 (0 – 2) | Oldenzaal                                                    |
| 30 oktober 1960 Plaats: Hengelo Veldwijk          |                                                  |               | 3' Gerrit Plas 21', 47', 57' Henk Kalsbeek 62' Peter Hoomans |
| Groepsfase                                        | Oldenzaal                                        | 1 – 1 (1 – 1) | Sportclub Enschede                                           |
| 12 februari 1961 Plaats: Oldenzaal Het Heuveltje  | Hennie Koopman 8'                                |               | 25' (pen.) Arend van der Wel                                 |
| 1e ronde                                          | Oldenzaal                                        | 2 – 1 (1 – 1) | Enschedese Boys                                              |
| 27 april 1961 Plaats: Oldenzaal Het Heuveltje     | Herman Schouwink 31' Henk Renssen 62'            |               | 44' Abe Lenstra                                              |
| 2e ronde                                          | Oldenzaal                                        | 0 – 1 (0 – 1) | Heracles                                                     |
| 11 mei 1961 Plaats: Oldenzaal Het Heuveltje       |                                                  |               | 28' Herman Vrielink                                          |

## Statistieken Oldenzaal 1960/1961

### Eindstand Oldenzaal in de Nederlandse Tweede divisie 1960 / 1961
| Stand | Gespeeld | Gewonnen | Gelijk | Verloren | Punten | Doelpunten voor | Doelpunten tegen |
| ----- | -------- | -------- | ------ | -------- | ------ | --------------- | ---------------- |
| 10e   | 34       | 14       | 6      | 14       | 34     | 52              | 61               |

### Topscorers
| #      | Naam             | Goal |
| ------ | ---------------- | ---- |
| 1.     | Peter Hoomans    | 12   |
| 2.     | Hennie Koopman   | 10   |
| 3.     | Henk Kalsbeek    | 8    |
| 3.     | Herman Schouwink | 8    |
| 5.     | Johan Beuvink    | 6    |
| 6.     | Ton Pierik       | 4    |
| 7.     | Gerrit Kuiper    | 3    |
| 8.     | Gerrit Plas      | 1    |
| Totaal | Totaal           | 52   |

| #      | Naam             | Goal |
| ------ | ---------------- | ---- |
| 1.     | Peter Hoomans    | 3    |
| 1.     | Henk Kalsbeek    | 3    |
| 3.     | Herman Schouwink | 2    |
| 4.     | Hennie Koopman   | 1    |
| 4.     | Gerrit Plas      | 1    |
| 4.     | Henk Renssen     | 1    |
| Totaal | Totaal           | 11   |

## Voetnoten
Baronie · De Graafschap · Haarlem · Hilversum · LONGA · N.E.C. · Oldenzaal · PEC · Rigtersbleek · Roda Sport · Tubantia · UVS · De Valk · Velox · Wilhelmina · Zeist · Zwartemeer · Zwolsche Boys